# Singapore Airlines Cargo
Singapore Airlines Cargo (abreviada como SIA Cargo) fue una aerolínea de carga con sede en Singapur. Era una filial de Singapore Airlines y fue incorporada en 2001. SIA Cargo operaba 13 aviones de carga y gestionaba el espacio para carga de todos los aviones de Singapore Airlines  y Scoot. Su oficina central se encontraba en el quinto piso del SATS Airfreight en la terminal 5 del aeropuerto de Singapur.
El almacén de SIA Cargo en Singapur, conocido como SIA Superhub 1, fue inaugurado en 1995. Este almacén era capaz de manejar hasta 450 000 toneladas de mercancías al año. En 2001 se abrió el SIA Superhub 2 que aumentó la capacidad a más de 1,2 millones de toneladas por año.
SIA Cargo era parte de WOW Alliance, que también incluye a SAS Cargo Group y, anteriormente, a JAL Cargo y Lufthansa Cargo como miembros. La aerolínea poseía una participación del 25% en Great Wall Airlines y del 16% en China Cargo Airlines.

## Destinos
Singapore Airlines Cargo ofrecía más de 900 vuelos a la semana desde su hub de Singapur, en el aeropuerto de Changi, que unen a más de 70 ciudades en más de 30 países en 6 continentes con su flota de cargueros Boeing 747-400 y 100 aviones de pasajeros de fuselaje ancho de SIA Group. La flota de carga servía 24 destinos en 19 países. Los siete destinos a los que programa servicio de carga, pero que no reciben el servicio de aviones de pasajeros de Singapore Airlines son: 
Bogotá, Bruselas, Chicago, Dallas/Fort Worth, Lagos, Leipzig, Nairobi y Sharjah. Sharjah, Ámsterdam y en menor medida de Bruselas, son hubs para Oriente Medio y regiones de Europa, respectivamente.
Además, como SIA Cargo gestionaba las bodegas de carga de todos los aviones de pasajeros de Singapore Airlines, la compañía ofrecía servicios de carga a todos los destinos de la red de pasajeros de Singapore Airlines.

## Flota

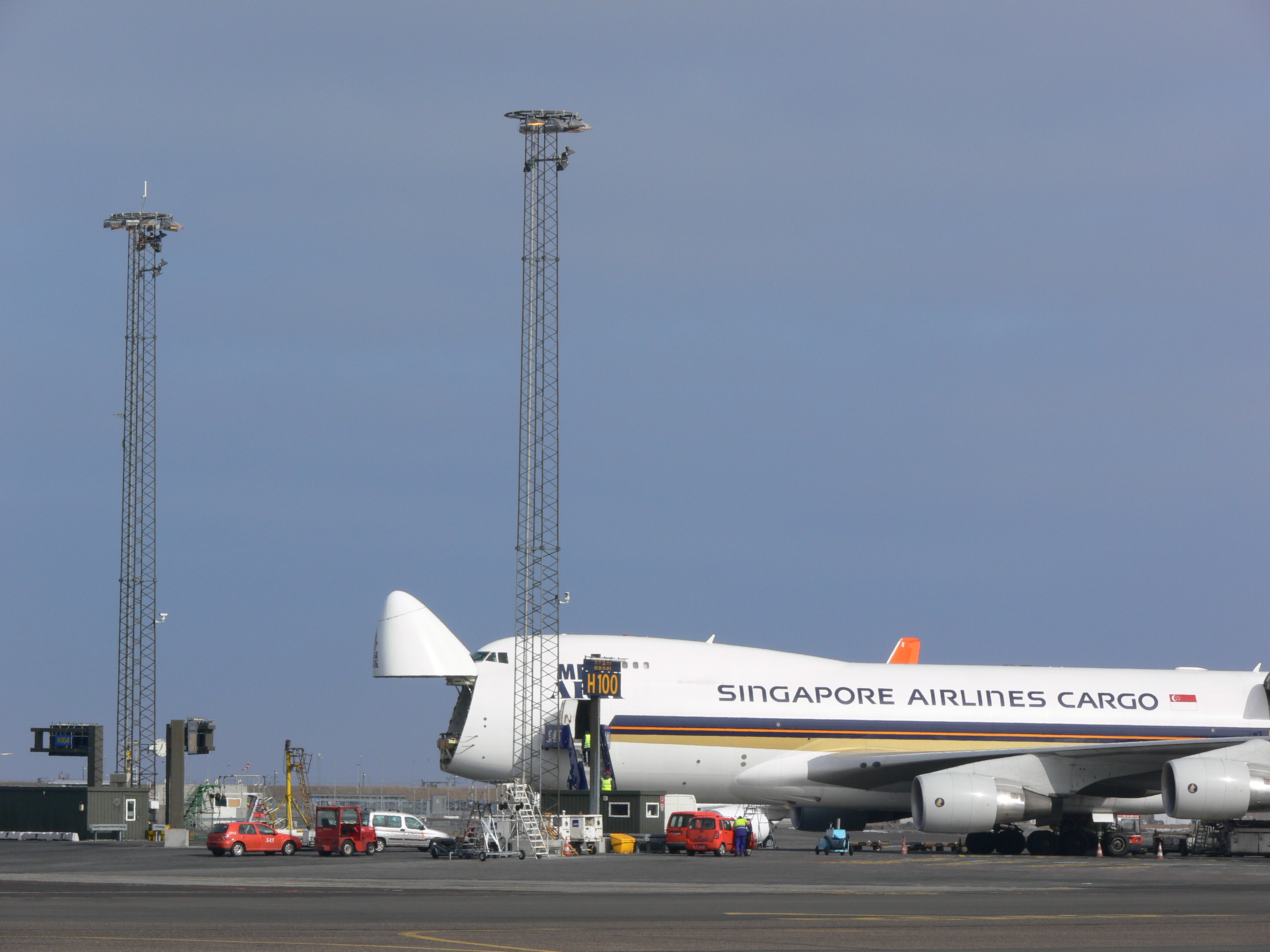
Boeing 747 de Singapore Airlines Cargo en el aeropuerto de Copenhague-Kastrup

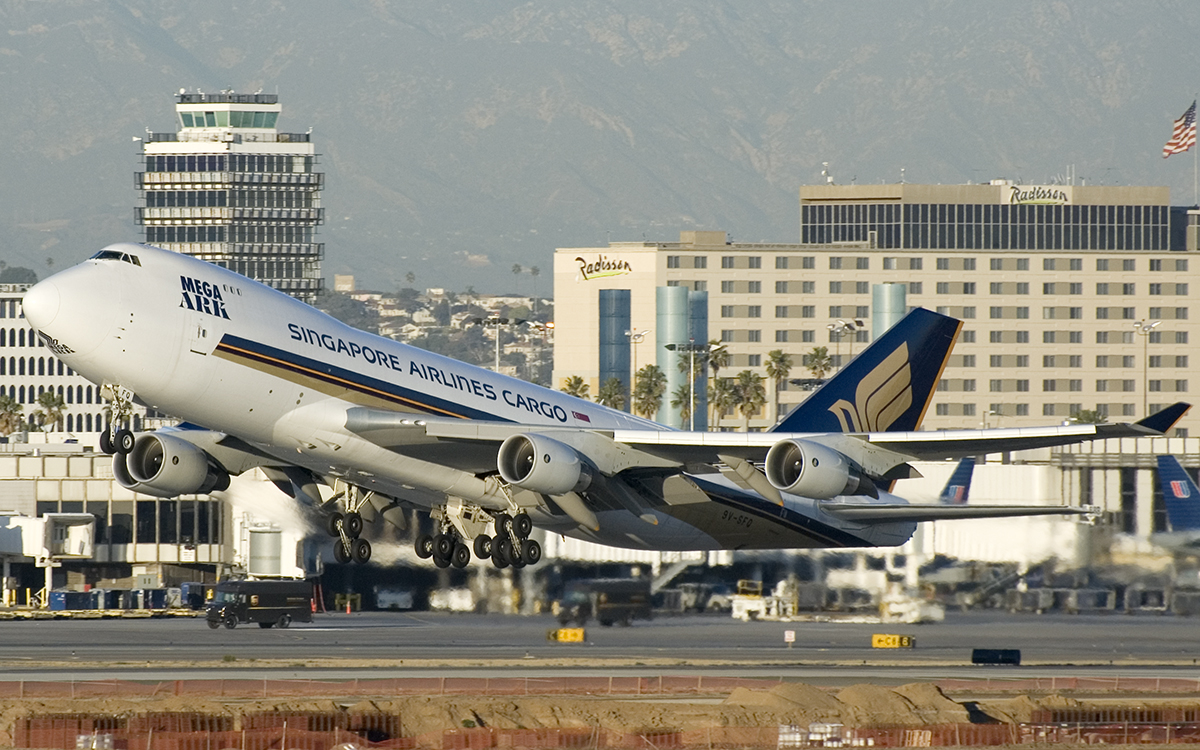
Un Boeing 747-400F de Singapore Airlines Cargo despegando del Aeropuerto Internacional de Los Ángeles

SIA Cargo operaba 10 Boeing 747-400F y 2 Boeing 747-400BCF. Los Boeing 747-400 cargueros tenían una carga útil máxima de 112 toneladas y un alcance máximo de 8230 km. Contaban con capacidades típicas como puerta de carga frontal, control de temperatura y sistemas de regulación de presión. A pesar del aumento de la carga útil que ofrece el Boeing 747-8 Freighter, que puede transportar hasta 140 toneladas de carga, SIA Cargo anunció que no tenía planes para adquirirlos.
Además, la compañía gestionaba las bodegas de carga de los aviones de pasajeros de Singapore Airlines y Scoot. Estos ofrecían una capacidad de carga de 9 a 23 toneladas por avión, dependiendo de tipo de aeronave.
Al 31 de julio de 2014, la flota de Singapore Airlines Cargo se componía de las siguientes aeronaves: